# Ijo hamn
Ijo hamn (finska: Iin Hamina) är en tätort och centralort i Ijo kommun i landskapet Norra Österbotten i Finland. Vid tätortsavgränsningen den 31 december 2021 hade Ijo hamn 6 679 invånare och omfattade en landareal av 21,55 kvadratkilometer. Tätorten ligger vid Ijo älvs mynning i Bottenviken och omfattar bebyggelse på både norra och södra sidan av vattnet. Bebyggelsen vid Ijo järnvägsstation längs Uleåborg–Torneå-banan kallas för Asemankylä medan bebyggelsen norr om vattnet kallas Pohjois-Ii eller Päkkilänkangas.
Före 1980 var tätortens nuvarande område uppdelat på fyra olika tätorter: Alaranta, Hamina (Ijo), Päkkilänkangas och Stationssamhälle (Ijo). Mindre än en kilometer om tätortens södra gräns ligger tätorten Ojakylä.

## Befolkningsutveckling
| Befolkningsutvecklingen i Ijo hamn 1960–2021 | Befolkningsutvecklingen i Ijo hamn 1960–2021 | Befolkningsutvecklingen i Ijo hamn 1960–2021 | Befolkningsutvecklingen i Ijo hamn 1960–2021 | Befolkningsutvecklingen i Ijo hamn 1960–2021 |
| --- | -------------------------------------------- | -------------------------------------------- | -------------------------------------------- | -------------------------------------------- |
| |                                              |                                              |                                              |                                              |
| År |                                              |                                              | Folkmängd                                    | Landareal (km²)                              |
| 1960 | 1960                                         |                                              | 1 236                                        | 2,85                                         |
| 1970 | 1970                                         |                                              | 1 426                                        | 3,10                                         |
| 1980 | 1980                                         |                                              | 3 338                                        | 17,0                                         |
| 1985 | 1985                                         |                                              | 3 679                                        |                                              |
| 1990 | 1990                                         |                                              | 4 403                                        | 23,1                                         |
| 1995 | 1995                                         |                                              | 4 831                                        | 18,2                                         |
| 2000 | 2000                                         |                                              | 4 867                                        | 16,5                                         |
| 2005 | 2005                                         |                                              | 5 536                                        | 19,4                                         |
| 2010 | 2010                                         |                                              | 6 080                                        | 19,25                                        |
| 2015 | 2015                                         |                                              | 6 549                                        | 20,51                                        |
| 2020 | 2020                                         |                                              | 6 562                                        | 21,34                                        |
| 2021 | 2021                                         |                                              | 6 679                                        | 21,55                                        |
| Anm.: 1980 sammanvuxen med de tre tätorterna Ijo stationssamhälle, Alaranta, och Päkkilänkangas. 1960-1990 som Hamina (Ii). 1995-2021 som Iin Hamina. |                                              |                                              |                                              |                                              |